# Вольский, Фёдор Васильевич фон
 Фёдор Васильевич фон Вольский (~ 1790—1829) — офицер, участник военных действий российской армии в ходе Отечественной войны 1812 года и заграничных походов 1813—1814 годов. Отмечен наградами за храбрость и отличие в сражениях. Полковник. Командир 1-го морского полка. Участник тайного декабристского общества. Был арестован и шесть месяцев находился в Петропавловской крепости.

## Военная карьера
Происходил из дворянской семьи.
6 июля 1812 года подпрапорщиком вступил в лейб-гвардии Преображенский полк. 26 августа участвовал в Бородинском сражении. 18 декабря того же года был произведён в прапорщики. Как участник освобождения России от французского нашествия, Ф. В. фон Вольский был награждён серебряной медалью «В память Отечественной войны 1812 года». В 1813—1814 годах в составе полка находился в заграничном походе Российской армии.
В 1813 году принимал участие в боях при Лютцене (20 апреля), Бауцене (20—21 мая), Пирне (15 августа), Геллендорфе (16 августа), Кульме (29—30 августа) и Лейпциге (16—19 октября). За храбрость и отличие в этих сражениях отмечен знаком отличия прусского Железного креста.
В январе 1814 года участвовал в форсировании Рейна и сражениях на территории Франции.
После возвращения в Россию продолжал службу в Преображенском полку: с 11 марта 1816 года — подпоручик, с 4 ноября 1817 года — поручик, с 5 июля 1820 года — штабс-капитан, с 11 февраля 1822 года — капитан.
6 апреля 1824 года Ф. В. фон Вольский получил чин полковника с назначением в лейб-гвардии Московский полк. 16 января 1825 года переведён из гвардии в армейский 3-й егерский полк.
28 мая 1825 года был назначен командиром 1-го морского полка. Полк входил в состав 1-го пехотного корпуса, квартировавшего в окрестностях Митавы.

## Принадлежность к тайному обществу
В декабре 1823 года в Петербурге был принят Е. П. Оболенским в тайное общество.
О членстве его в обществе уже на первых допросах сообщили учреждённому 17 декабря 1825 года Тайному комитету для изыскания соучастников злоумышленного общества С. П. Трубецкой и П. Н. Свистунов.
24 декабря С. П. Трубецкой на вопрос следователей о существовании тайных обществ в отдельных корпусах ответил: «Мне неизвестно, чтоб подобные общества существовали в остальных корпусах или в военных поселениях. Я знаю только, что в 1-м корпусе есть полковник Вольский, с которым я не знаком». В переданный им Тайному комитету поимённый список участников общества был включён «полковник Вольский, кажется 1-го Морского командир».
Доставленный в Петербург 23 декабря П. Н. Свистунов на первом же допросе показал: «Ещё принадлежит обществу… полковник Вольский, командир одного пехотного полка».
О том, что на поддержку фон Вольского в восстании рассчитывали товарищи по заговору, свидетельствовали показания И. В. Поджио, который 15 февраля 1826 года сообщил следователям, что арестованный 3 января 1826 года его брат А. В. Поджио надеялся, что «уйдёт из-под ареста… поедет в Ригу… и, увидевшись там Вольским, предложит ему с своим полком подняться».
По этому поводу 16 февраля 1826 года на вопрос следствия с требованием пояснить — «на чём именно основывали надежду вашу на содействие… Вольского в ваших намерениях?» — А. В. Поджио признал, что он рекомендовал С. И. Муравьёву-Апостолу и Е. П. Оболенскому принять полковника Вольского в тайное общество.

## Следствие по делу 14 декабря 1825 года
25 декабря 1825 года на 9-м заседании следственного комитета было принято к исполнению распоряжение императора о взятии под арест заподозренного в соучастии тайному обществу «Вольского, 1-го морского», имя которого назвали на допросах уже арестованные мятежники. Арестован в Виндаве и там же на допросе признал, что был принят в члены общества в 1823 году, но отрицал своё активное участие в нём.
7 января 1826 года был отправлен в Петербург и на следующий день заключён в Кронверкской куртине Петропавловской крепости. Персональное дело Ф. В. фон Вольского было в ведении руководимой А. Х. Бенкендорфом подгруппы, занимавшейся членами Северного общества. В ответах следственному комитету показал, что принял князя Александра Михайловича Голицына в общество, цель которого состояла в «распространении просвещения, усовершенствовании самого себя и в приспособлении приобретённых познаний к пользе и службе отечества», но сам, распознав «зажигательные идеи Оболенского» и планы «достижения конституционного образа правления», в конце 1824 года отстранился от какой-либо деятельности. Формальным поводом такого самоустранения стала удовлетворённая просьба о переводе в армию и отъезд в январе 1825 года из Петербурга. О событиях 14 декабря узнал только из газет.
Секретарь следственного комитета А. Д. Боровков в своём «Алфавите» написал о фон Вольском, что при вступлении в Северное общество в 1823 году «ему объявлена была нравственная цель общества, но впоследствии узнал, что оная есть преобразование правительства, почувствовал свою ошибку и прекратил все связи с обществом».
Дело не передавалось в Верховный уголовный суд по делу декабристов. По докладу следственной комиссии 27 марта 1826 года получено повеление императора — «1-го морского полка полковника фон Вольского, продержав еще месяц в крепости, перевесть на службу в Эстляндский пехотный полк» и ежемесячно доносить о поведении.

## Продолжение службы
Николай I, присутствовавший на военных учениях у Красного Села, приказом от 7 июля 1826 года выразил своё удовлетворение их результатами и, одновременно, утвердил «исправительную меру наказания» командиру 1-го морского полка полковнику фон Вольскому — в числе других офицеров, «из коих одни принадлежали к тайным обществам, а другие обличены в содействии или знании об оных… и приемля во внимание, что все они вовсе не участвовали в неистовых намерениях… и все вообще в поступках своих показывают искреннее раскаяние».
В 1829 году фон Вольский был назначен командиром 15-го егерского полка, действовавшего на заградительной линии на Черноморском побережье в ходе русско-турецкой кампании.
4 марта 1829 года награждён орденом Святого Георгия IV класса.
Приказом от 20 июня 1829 года, как умерший, исключён из списков.
Комментарии
1. ↑  Одна из ветвей рода, оказавшаяся в середине XV века в Прибалтике, была внесена в эстляндские матрикулы под именем фон Вольски (нем. von Wolsky).
2. ↑  
Полк до 16.03.1813 находился в Военно-Морском ведомстве.
3. ↑  Показания фон Вольского стали причиной ареста и допросов А. М. Голицына — подпоручика лейб-гвардии пешей артиллерии, на которого декабристы возлагали надежды на случай восстания. М. А. Бестужев писал в воспоминаниях о событиях 14 декабря: «Пешая гвардейская артиллерия не соединилась с нами потому, что князь А. Голицын и прочие члены общества по малодушию позволили полковнику Сумарокову себя арестовать». По распоряжению императора 20 апреля 1826 года А. М. Голицын был освобождён без предъявления обвинений.